# 英國航空i360

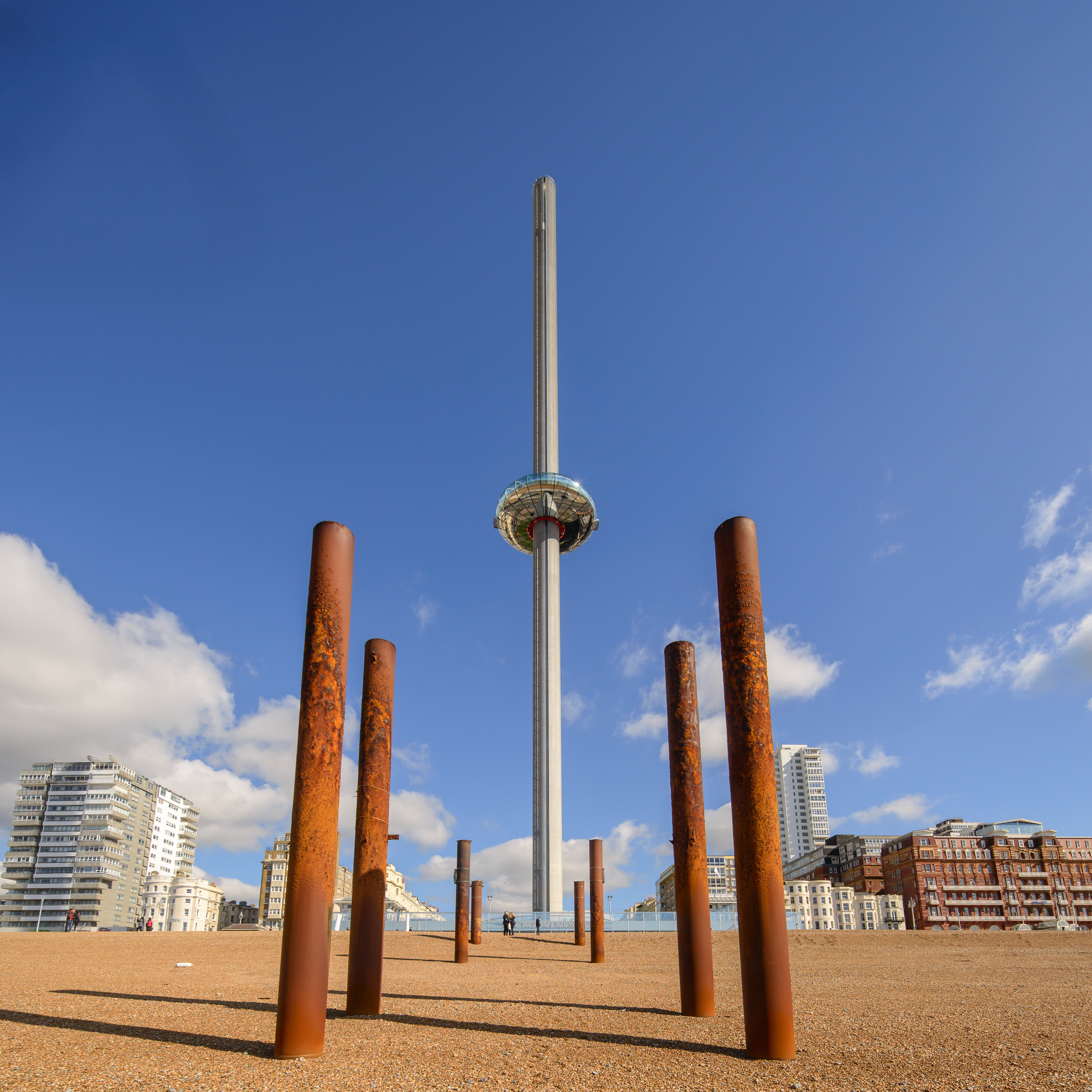

英國航空i360（British Airways i360）是英國英格蘭東薩塞克斯郡布萊頓海濱的一座瞭望塔，高162米（531英尺）。這座瞭望塔開業於2016年8月4日。遊客可以在這裡360度瞭望布萊頓全景。

## 外部連結
- .   [2022-04-17]. （原始内容存档于2022-10-25）.
- . BBC News. 2 April 2007  [25 April 2007]. （原始内容存档于2022-04-17）.
- .   [25 April 2007]. （原始内容存档于10 March 2007）.
- . （原始内容存档于2010-02-05）.